# St. Nikolaus (Kleinwenkheim)

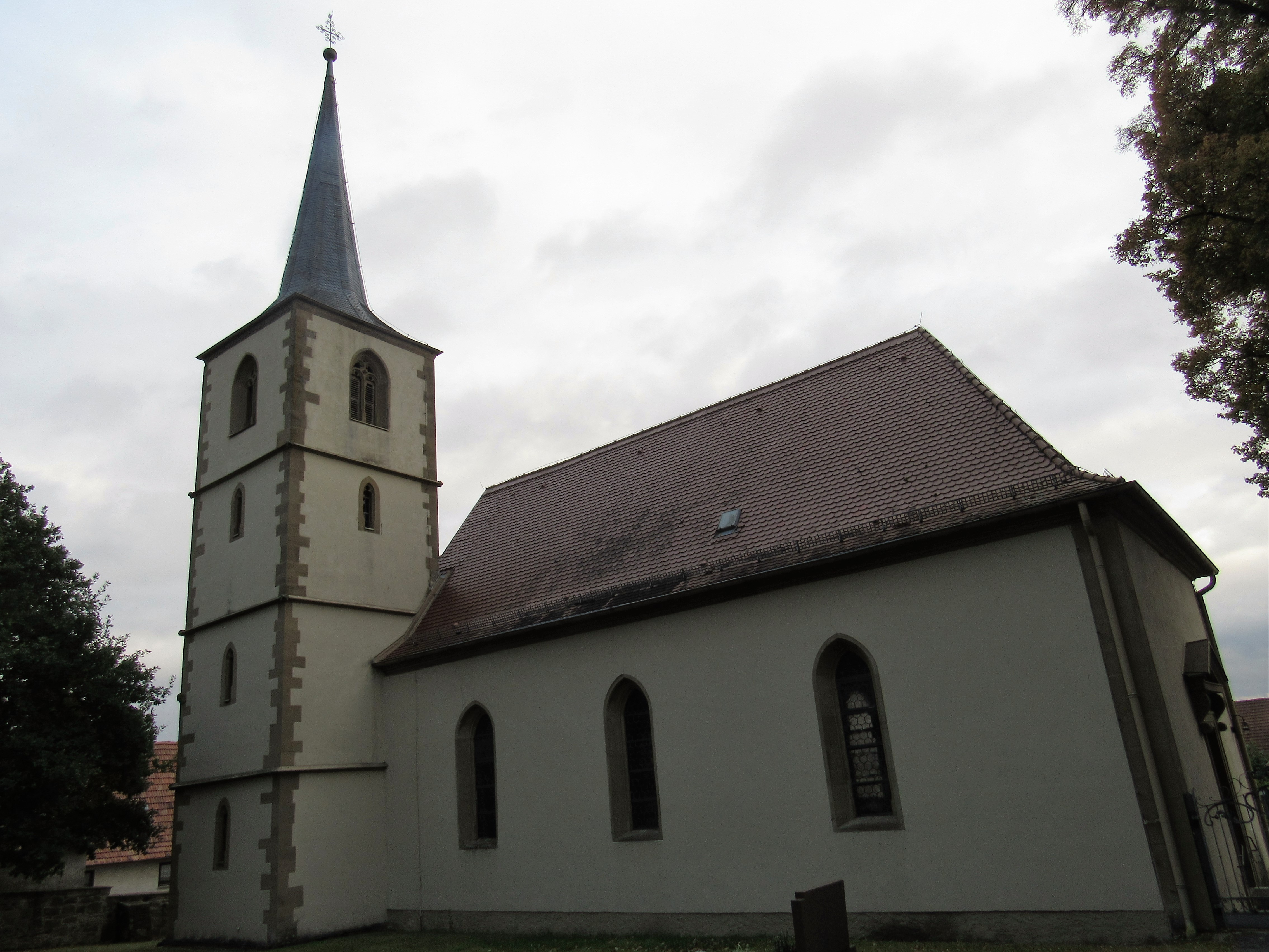
Kirche St. Nikolaus in Kleinwenkheim

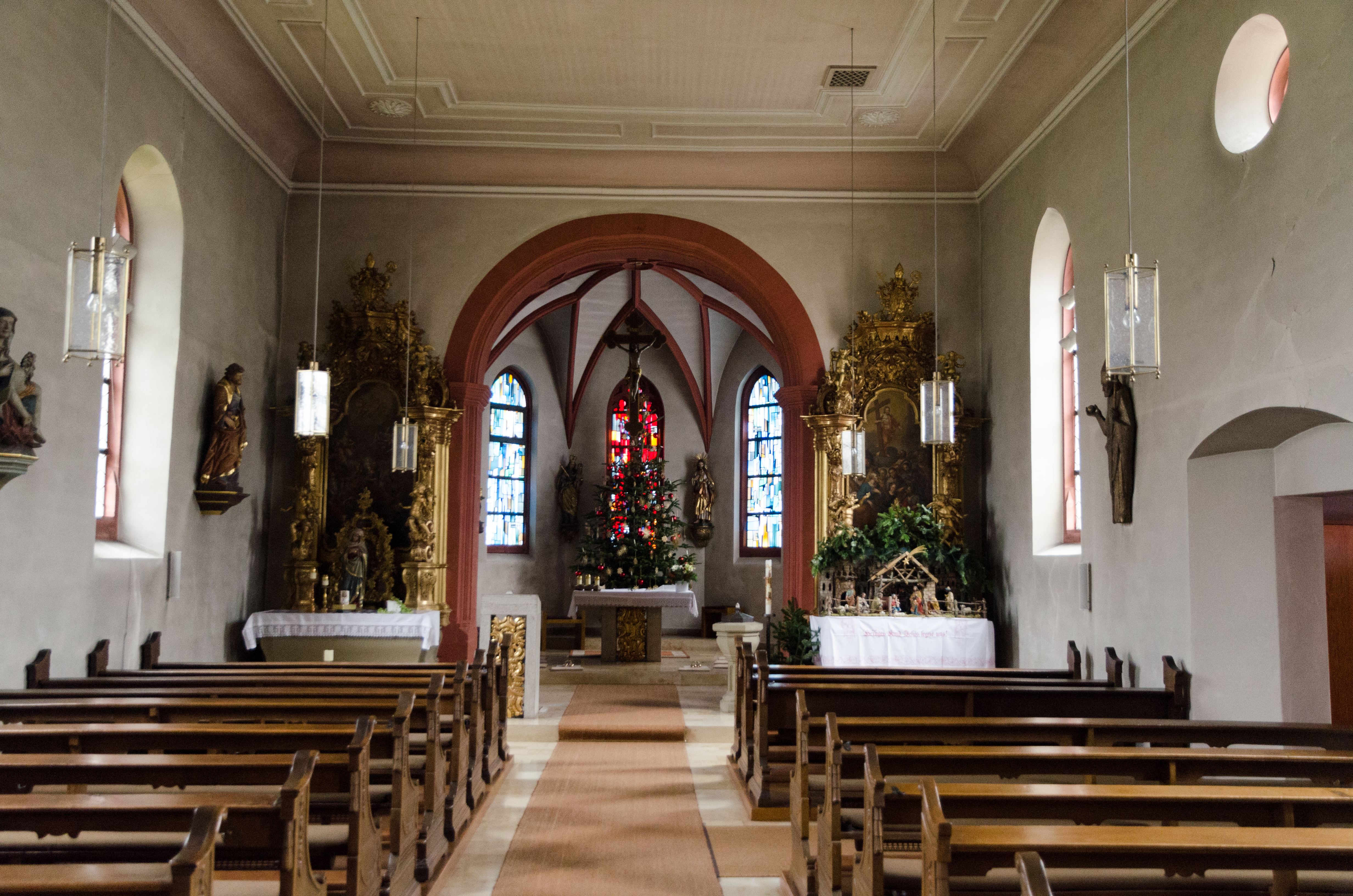
Innenraum der Kirche

Die römisch-katholische Pfarrkirche St. Nikolaus ist die Dorfkirche von Kleinwenkheim, einem Stadtteil von Münnerstadt im unterfränkischen Landkreis Bad Kissingen. Sie gehört zu den Baudenkmälern von Münnerstadt und ist unter der Nummer D-6-72-135-167 in der Bayerischen Denkmalliste registriert.

## Geschichte
Kleinwenkheim, das seit 1180 zur Pfarrei Wermerichshausen gehörte, besaß früher eine Kirche außerhalb des Dorfes. Im 16. Jahrhundert wurde diese baufällig. Deshalb wurde die Kirche ab 1589 an der heutigen Stelle errichtet. 1819 erfolgte eine Verlängerung nach Westen.

## Beschreibung und Ausstattung
Das Langhaus besitzt drei Fensterachsen. Der Turm im Stil Julius Echters steht an der Nordseite, die große Sakristei wurde südlich angebaut. Der Drei-Achtel-Chor mit vier Fenstern (spitzbogig wie auch die Langhausfenster)  befindet sich im Osten. Das mittlere Chorfenster ist in roter Farbe gehalten. Die Seitenaltäre im Stil des Rokoko (um 1750) stammen aus der abgerissenen Klosterkirche Bildhausen. Weitere Einrichtungsstücke von dort sind in Brünn (Altaraufsatz) und in Wegfurt (linker Seitenaltar) zu finden. Reliquienbehälter, Kanzel, Taufstein und Sakramentsnische sind nachgotisch und entstanden am Ende des 16. Jahrhunderts.